# Леопольд Кох
Леопо́льд Кох (нім. Leopold Koch; 15 вересня 1918, Зіґен, Німецька імперія — 20 квітня 1945, Берген, Норвегія) — німецький офіцер-підводник, оберлейтенант-цур-зее крігсмаріне.

## Біографія
9 жовтня 1937 року вступив на флот. З 1 жовтня 1941 по 23 березня 1942 року пройшов курс підводника. З 25 березня 1942 року — вахтовий офіцер на підводному човні. 24—31 жовтня пройшов курс кермування, з 1 листопада по 1 грудня — курс командира підводного човна. З 7 грудня 1942 по 31 березня 1943 року — допоміжний командир підводного човна U-258, на якому взяв участь в одному поході (10 січня — 4 березня 1943). З 1 квітня по 14 листопада 1943 року — командир U-382, на якому здійснив 2 походи (разом 98 днів у морі). 15 листопада 1943 року переданий у розпорядження командування K-verbände, в липні 1944 року — морського запасного дивізіону в Гайлігенгафені. З жовтня 1944 року — командир корабля 362-ї флотилії K-Verbände. Підірвався на сухопутній міні й загинув.

## Звання
- Кандидат в офіцери (9 жовтня 1937)
- Морський кадет (28 червня 1938)
- Фенріх-цур-зее (1 квітня 1939)
- Оберфенріх-цур-зее (1 березня 1940)
- Лейтенант-цур-зее (1 травня 1940)
- Оберлейтенант-цур-зее (1 квітня 1942)

## Нагороди
- Залізний хрест
  - 2-го класу (5 березня 1943)
  - 1-го класу (1944)
- Нагрудний знак підводника (25 квітня 1943)